# Княжево (муниципальный округ)
Кня́жево (до 1 января 2011 года — 25 муниципальный округ) — муниципальный округ, муниципальное образование в составе Кировского района Санкт-Петербурга.

## История

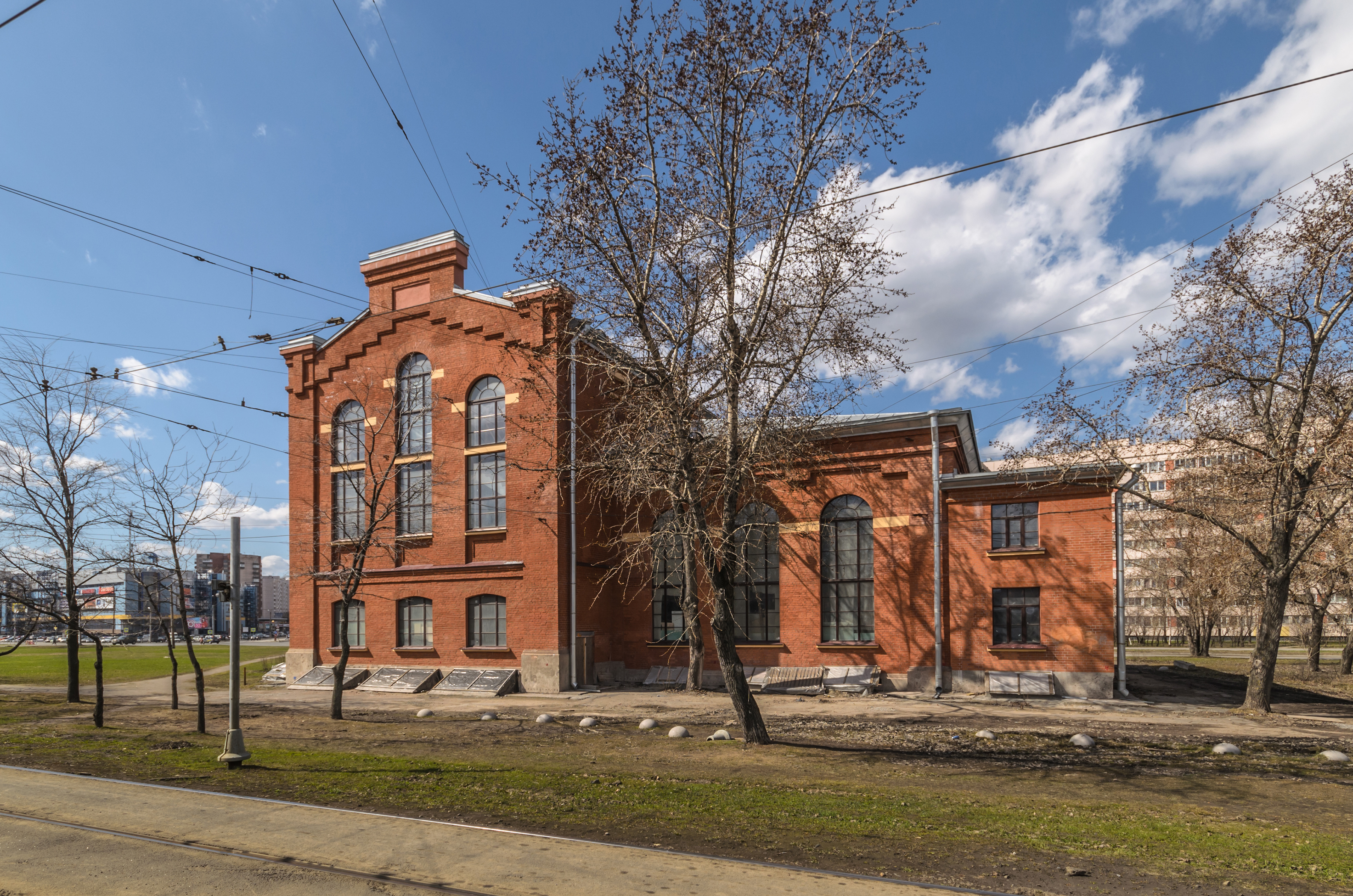
Бывшая Княжевская подстанция Ораниенбаумской электрической линии (проспект Стачек, дом № 91)

В XVIII—XIX веках в районе будущего Княжева, примыкавшем к Петергофской дороге, находились дачи вельмож, в частности, имение Льва Нарышкина «Левендаль». Со временем часть земель перешла во владение немецких колонистов Шеферов и Берчей. В начале XX века земельный участок южнее реки Красненькой приобрёл князь Николай Евгеньевич Куткин. В октябре 1904 года он подал прошение в уездную земскую управу об утверждении предложенного им плана посёлка под названием «Княжево». План был утверждён в мае 1906 года. Вскоре возник дачный посёлок, просуществовавший чуть более полувека. В 1924 году он был переименован в честь революционера-путиловца Ивана Огородникова, однако название «посёлок имени Огородникова» не закрепилось. В годы Великой Отечественной войны посёлок был в значительной мере разрушен.
В 1961 году началась застройка территории Княжева хрущёвскими пятиэтажками и на месте посёлка вырос новый городской район, в 1963 году вошедший в черту Ленинграда. Название посёлка вышло из употребления, быв вытесненным названием всего планировочного района южнее Красненькой — Дачное. С 2011 года оно восстановлено в виде наименования муниципального округа, находящегося на территории, которую ранее занимал посёлок.

## География

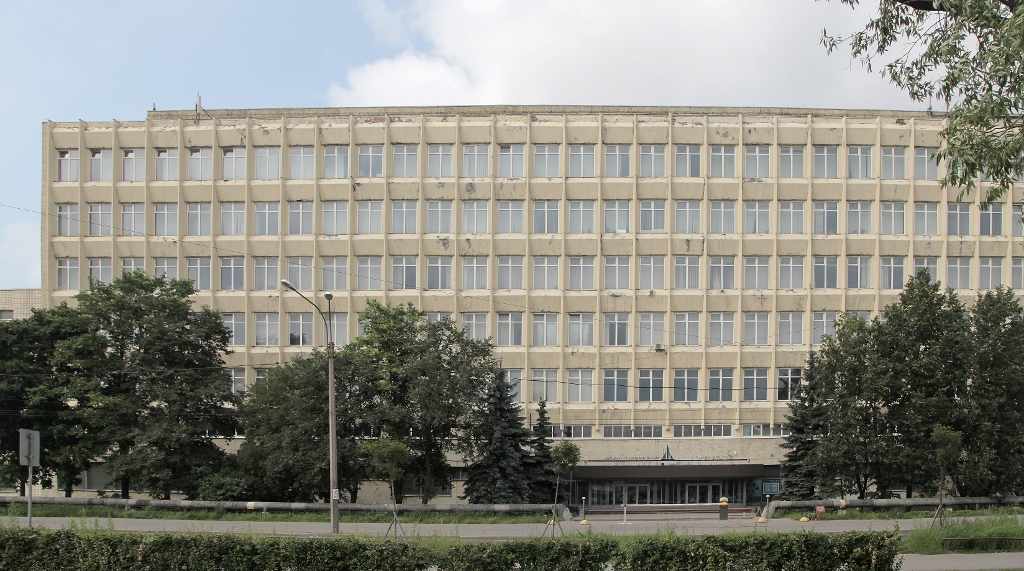
НИИ Командных приборов

Основные магистрали — Трамвайный проспект, Ленинский проспект, проспект Стачек.

## Население
| 2002    | 2010    | 2012    | 2013    | 2014    | 2015    | 2016    |
| ------- | ------- | ------- | ------- | ------- | ------- | ------- |
| 60 036  | ↗60 432 | ↘60 324 | ↘59 834 | ↗60 694 | ↗61 022 | ↗61 183 |
| 2017    | 2018    | 2019    | 2020    | 2021    | 2023    |         |
| ↘60 652 | ↘60 564 | ↘60 507 | →60 507 | ↗61 287 | ↘60 608 |         |